# Cacheuta

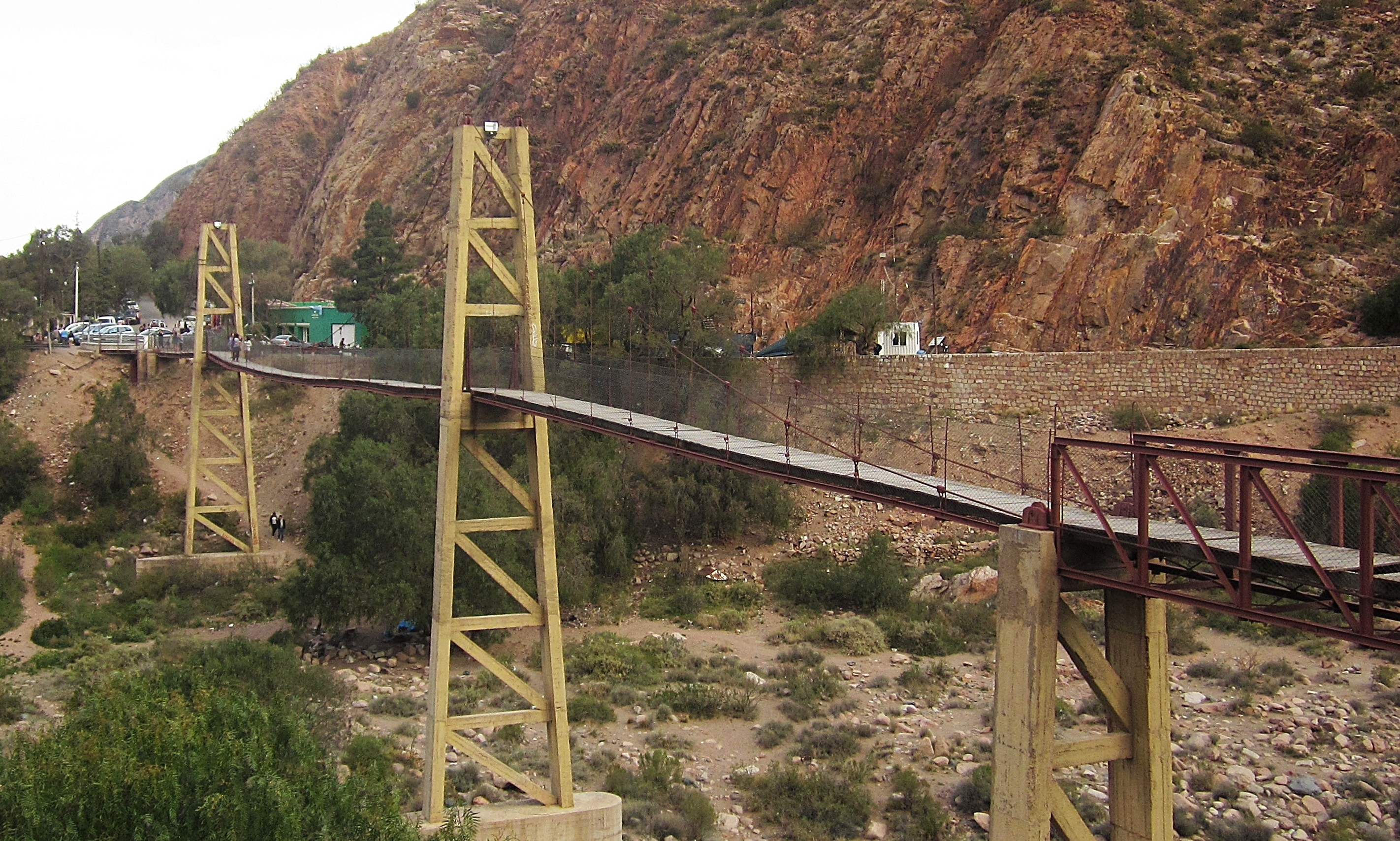
El antiguo y reconocido Puente Colgante que atraviesa el río Cacheuta.

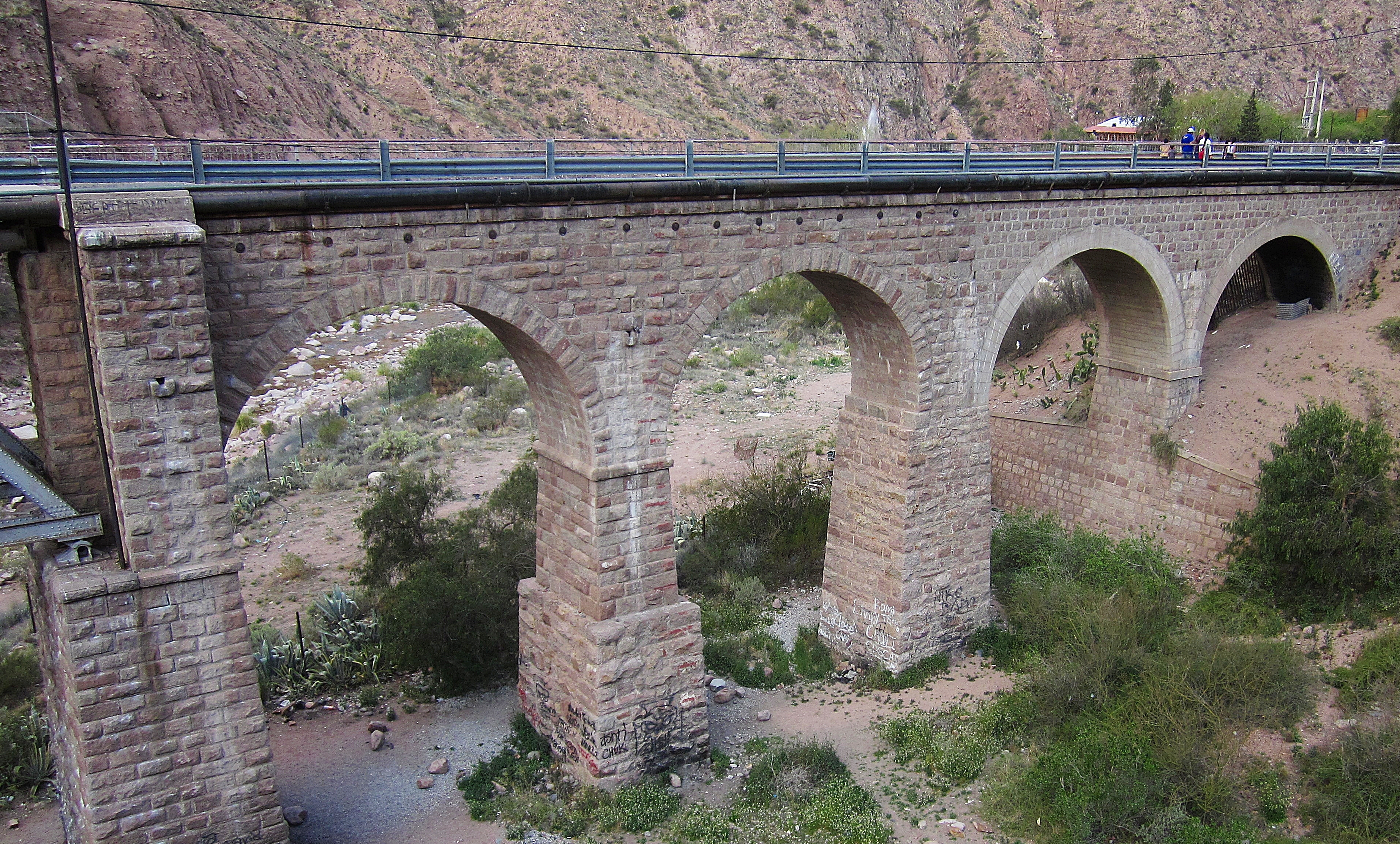
Nuevo puente de Cacheuta.

Cacheuta es una localidad situada en el sector septentrional del departamento Luján de Cuyo, provincia de Mendoza, Argentina. 
Se encuentra en el límite entre los departamentos de Luján de Cuyo y Las Heras, al oeste de la provincia. Se ubica a orillas del río Mendoza, a 1245 m sobre el nivel del mar. 
Su principal actividad es el turismo, por estar sobre una fuente de aguas termales.

## Sismicidad
La sismicidad del área de Cuyo (centro oeste de Argentina) es frecuente y de intensidad baja, y con un silencio sísmico de terremotos medios a graves cada 20 años.

### Sismo de 1861
Aunque dicha actividad geológica ha ocurrido desde épocas prehistóricas, el terremoto del 20 de marzo de 1861 señala un hito importante dentro de la historia de eventos sísmicos argentinos ya que es el más fuerte registrado y documentado en el país. A partir del mismo la política de los sucesivos gobiernos provinciales y municipales han ido extremando cuidados y restringiendo los códigos de construcción.

### Sismo de 1985
El terremoto de 1985 fue otro episodio grave, de 9 s de duración, y llegó a derrumbar el viejo Hospital del Carmen (Godoy Cruz).